# Hamburgo (Wisconsin)
Hamburgo é uma cidade no Condado de Marathon, Wisconsin, nos Estados Unidos. De acordo com o censo de 2010, a cidade tinha uma população de 918 pessoas.